# Campionato saudita di calcio
Il campionato saudita di calcio è articolato su quattro livelli: il massimo livello nazionale, la Lega saudita professionistica, a cui prendono parte 18 squadre, la seconda serie, detta Prima Divisione, cui prendono parte 18 squadre, e la Seconda Divisione, cui partecipano altre 32 squadre, e la Terza Divisione, cui prendono parte 40 squadre.

## Struttura
| Livello | Divisioni                                |
| ------- | ---------------------------------------- |
| 1       | Lega saudita professionistica 18 squadre |
| 2       | Prima Divisione 18 squadre               |
| 3       | Seconda Divisione 32 squadre             |
| 4       | Terza Divisione 40 squadre               |
| 5       | Quarta Divisione 74 squadre              |